# Black Lotus (Robert E. Howard)
Black Lotus (Nederlands: Zwarte Lotus) is een fictieve plantensoort uit de Fantasy/Sword & Sorcery-boeken van de Amerikaans schrijver Robert E. Howard.
De naam is nog steeds populair en wordt gebruikt in (strip-) boeken, computer-, bord- en kaartspellen. Ook zijn er groepen en bedrijven die Black Lotus heten. Het meest bekend is de Black Lotus uit het verzamelkaartspel Magic: The Gathering.

## Boeken

### Conan verhalen
In de Conan-verhalen is de Black Lotus een zwarte lotusbloem met hallucigene en magische eigenschappen. Robert E. Howard beschreef de Black Lotus in verschillende verhalen over Conan de Barbaar. De plant ziet eruit als een zwarte lotusbloem, maar heeft meer gemeen met papaver, want de Black Lotus is te gebruiken als een sterk verslavend hallucigeen en verdovend middel. In de Conan-verhalen wordt de plant echter meestal gebruikt als dodelijk vergif. De Black Lotus stamt uit de oerwouden van Khitai, een land in het oosten van het Thuriaans continent, vergelijkbaar met hedendaags China. Howard baseerde zijn plant op de roze Heilige lotus (Nelumbo nucifera): de lotusbloem bestaat in werkelijkheid niet in het zwart, maar wel in blauw en in wit.

### Black Lotus - detectiveroman
In 1990 schreef Laura Joh Rowland het boek Black Lotus. Het gaat over de samoerai en detective Sano Ichiro, die leeft in Japan ten tijde van de Shoguns. Hij onderzoekt in dit boek een gifmoord in de tempel van de Zwarte Lotus.

## Spellen

### Magic: The Gathering
In het Magic: The Gathering-kaartspel kwam de Black Lotus voor in de eerste drie series: Alpha, Beta en Unlimited. De Black Lotus is een artefact dat niets kost om in het spel te leggen. De tekst luidt: "Tap, Sacrifice Black Lotus: Add three mana of any one color to your mana pool." Dus zonder kosten kun je hiermee drie mana van één kleur krijgen. De Black Lotus wordt door vrijwel iedereen beschouwd als een van de sterkste Magic kaarten ooit. Het is ook een van de weinige kaarten die in elk deck in de Magic-geschiedenis een verbetering is.
Het is daarom niet zo vreemd dat de kaart alleen maar in de Vintage toernooien mag worden gebruikt, en ook nog "restricted" is, wat betekent dat er maar 1 in het deck mag zitten. Omdat het een zeer gewilde kaart blijft, is de Black Lotus, en dan vooral de zwartgerande Beta-variant, veruit de duurste kaart uit een standaard speelset. (er zijn wel enkele speciale kaarten die duurder zijn) Een Lotus in mint-conditie kan duizenden euro's opbrengen, terwijl een pakje Beta- of Unlimitedkaarten begin jaren 90 omgerekend nog geen 3 euro kostte. (de Lotus was een zogenaamde rare (zeldzame) kaart. In elk pakje zat 1 rare kaart van de totaal 118 verschillende rares in de series waarin de black lotus voorkwam.)
De tekening op de kaart, een enkele zwarte lotusbloem, werd geschilderd door Christopher Rush, een werknemer van Wizards of the Coast, het bedrijf dat de kaarten uitbracht. De kaarten werden gedrukt bij Cartamundi in België.

### Dungeons & Dragons
In het Dungeons & Dragons Role Playing Game is het Black Lotus-extract een krachtig (en duur) contact-vergif.

### Command & Conquer: Generals
In het computerspel Command & Conquer: Generals en de uitbreiding Zero Hour is Black Lotus een hero unit van de China-factie. Ze heeft drie speciale eigenschappen:
1. Ze kan vijandige bouwsels op afstand in bezit nemen, en sneller dan andere soldaten.
2. Ze kan vijandige voertuigen stoppen.
3. Ze kan geld stelen uit een vijandelijk Supply Center.

Wanneer ze haar speciale eigenschappen niet gebruikt, is ze stealthed.

### Warhammer
In Warhammer Fantasy Battles is Black Lotus een plant die door de Dark Elves wordt verbouwd voor z'n giftige eigenschappen.

### World of Warcraft
Ook in het World of Warcraft MMORPG is Black Lotus een plant; en wel de plant die het moeilijkst te oogsten is.

## Groepen/bedrijven

### The Black Lotus - demogroep
The Black Lotus (TBL) is een groep die computerdemo's maakt; eerst voor de Commodore Amiga en later voor de PC. De groep werd in 1989 opgericht door de Zweedse demo-artiesten Dickhead en Rubberduck. In 2001 had de groep meer dan 30 leden. Ze houden zich bezig met demo, grafiek en muziek. Ze wonnen verschillende prijzen met hun demo's, waarvan hieronder de bekendste zijn vermeld:
- Tint - 1e prijs bij The Gathering 1996 (amiga demo)
- Captured Dreams - 1e prijs bij The Gathering 1997 (amiga demo)
- Perfect Circle - 1e prijs bij Mekka & Symposium 2001 (amiga demo)
- Little Nell - 1e prijs bij Mekka & Symposium 2002 (amiga demo)
- Magia - 1e prijs bij Breakpoint 2003 (amiga demo)
- Silkcut - 1e prijs bij Breakpoint 2004 (amiga demo)
- Ocean Machine - 1e prijs bij Breakpoint 2005 (amiga demo)
- 4 Edges - 1e prijs bij Breakpoint 2006 (console demo)

### Black Lotus - muziekgroep
Black Lotus is een Hip-hop groep, gevormd uit voormalige leden van The Beggas. (The Beggas stonden op het Wu-Tang Clan album Wu-Tang Killa Bees: The Swarm met het nummer On the Strength uit 1997)

### Black Lotus Records
Black Lotus Records is een onafhankelijk in Heavy metal gespecialiseerd platenlabel uit Griekenland. De volgende groepen staan bij hen onder contract: Absolute Steel, Acheron, Airged L'Amh, Altered Aeon, Angel, Battleroar, Biderben, Chris Caffery, Cruachan, Dark Nove, Das Scheit, Ojeda, Elwing, HateRush, Horrified, Inactive Messiah, Infernal Majesty, Leash Law, Luna Field, Manilla Road, Midnight, Morning, Morning After, Naer Mataron, Nebelhexë, Necromantia, Negative Creeps, Nightfall, Olethrio Rigma, Pitbulls in the Nursery (PITN), Sacrificium, Sarissa, Searing I, Skyclad, Spiritus Mortis, Swan Christy, Unloved, Thanatos.

### Black Lotus Brewing Company
Black Lotus Brewing Company is een Amerikaanse brouwerij uit Clawson, Michigan. Enkele specialiteiten van hen zijn Lotus Light Lager, Black Bottom Oatmeal Stout en The Detroit Hip Hops.

### Black Lotus Communications
Black Lotus Communications (BLCC) is een Amerikaans bedrijf dat gespecialiseerd is in databescherming.

### Black Lotus Guru
Black Lotus is ook de naam van een boek over het leven van Bhakti Tirtha Swami. Hij was de eerste Afrikaans-Amerikaanse guru in de Gaudiya Vaishnava-traditie (de Hare Krishna-beweging).